# Argistes
Argistes is een geslacht van spinnen uit de familie bodemzakspinnen (Liocranidae).

## Soorten
De volgende soorten zijn bij het geslacht ingedeeld:
- Argistes africanus Simon, 1910
- Argistes seriatus (Karsch, 1891)
- Argistes velox Simon, 1897